# Língua pomerana
O pomerano (Pommersch, Pommerschplatt, Pommeranisch, ou Pomerisch) ou pomerano oriental (Ostpommersch) é uma variedade do baixo-alemão falada pelos pomeranos e descendentes em várias regiões do Brasil, especialmente nos estados meridionais e no estado do Espírito Santo.
O nome Pomerânia vem do eslavo po more, que significa Terra junto ao Mar.
Quase extinta na Pomerânia histórica,  praticamente é falada apenas nos Estados Unidos (no centro de Wisconsin e partes de Iowa) e no Brasil (Espírito Santo, partes da Região Sul e Rondônia). Atualmente a língua pomerana já tem uma escrita, dada pelo linguista Ismael Tressmann, sendo que, nos municípios com maior população de origem pomerana do estado do Espírito Santo, são ministradas aulas de língua pomerana, por meio do Programa de Educação Escolar Pomerana (PROEPO).
O pomerano é diferente do alemão-padrão, uma vez que ambas as línguas têm origens distintas. O pomerano assemelha-se mais ao holandês, vestfaliano e saxão antigo.

## Classificação linguística
O pomerano é uma língua baixo-saxônica, pertencente ao grupo de idiomas falados na região do Mar Báltico. Nesse grupo linguístico também estão o vestfaliano, o menonita e o holandês. O inglês, língua anglo-saxônica, também é aparentado com o pomerano. As variedades linguísticas do pomerano que tiveram maior presença no Espírito Santo foram as provenientes da
Pomerânia Oriental. O alemão-padrão, por sua vez, pertence a um outro grupo de línguas, o alto-alemão.

## História
A Alemanha só se constituiu  como Estado nacional em 1871, e o alemão padrão atual era empregado desde Martinho Lutero, na sua famosa tradução da Bíblia, até o século XIX, apenas como língua literária. O povo alemão, para se comunicar no seu dia a dia, fazia uso dos diversos dialetos regionais.

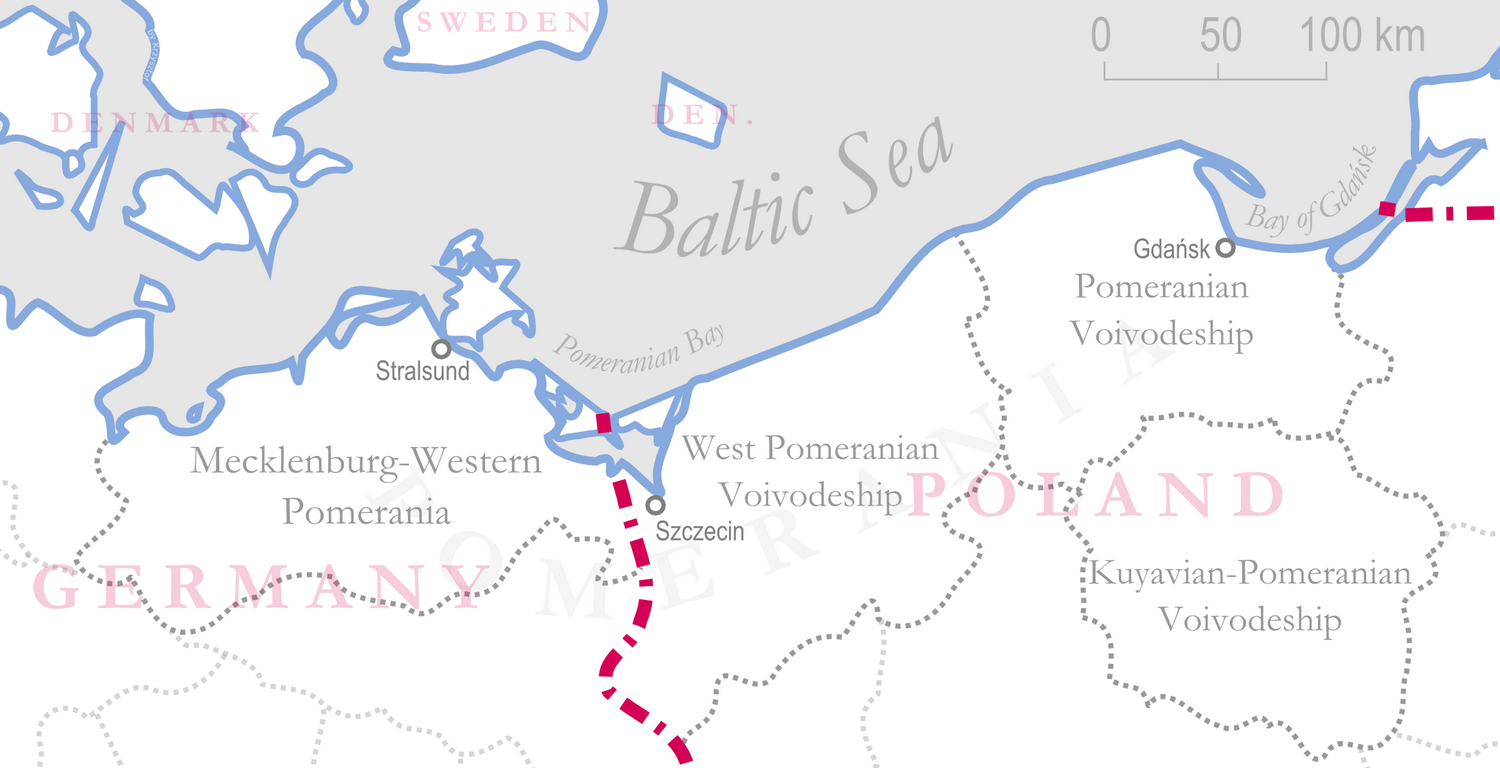
A Pomerânia atualmente, na Alemanha (esquerda) e Polônia (direita).

Com a chegada de imigrantes alemães ao Brasil, que ocorre principalmente a partir do século XIX, os dialetos alemães também se estabeleceram nas áreas de colonização. Assim, enquanto na Alemanha o alemão padrão passou a servir como língua comum para os falantes dos diversos dialetos, no Brasil, devido à incipiente consolidação do alemão padrão quando do início da imigração, esse papel foi desempenhado por um dialeto, o Hunsrückisch, falado no oeste da Alemanha. Todavia, em algumas localidades brasileiras, outros falares germânicos predominaram. Nos municípios de Westfália (Rio Grande do Sul) e de Rio Fortuna (Santa Catarina), o dialeto westfaliano é o usado. Nos municípios de Pomerode (Santa Catarina) e Santa Maria de Jetibá (Espírito Santo), predominou o pomerano.
Os imigrantes alemães no Brasil eram provenientes de diversas partes da Alemanha, porém, no caso particular do estado do Espírito Santo, 63% dos imigrantes alemães eram provenientes da Pomerânia, uma região entre o norte da Alemanha e da Polônia.

### Extinção na Alemanha
O baixo-saxão, ao qual o pomerano pertence, foi língua franca, na forma oral e escrita, em toda a região do Báltico. No século XIII, um grupo de comerciantes falantes de baixo-saxão formou uma aliança mercantil conhecida como Liga Hanseática. Sua atuação espalhou-se por várias cidades portuárias do Báltico, e o baixo-saxão tornou-se língua internacional. Na época, o baixo-saxão tinha todas as credenciais de língua, inclusive com escrita própria e tradução da Bíblia, feita por um colaborador de Martinho Lutero meio ano antes da divulgação da famosa tradução luterana para o alemão; porém, com a decadência da Liga Hanseática, entre o final do século XVI e o início do século XVII, o baixo-saxão passou a ser tratado como um mero dialeto. Posteriormente, o alemão tornou-se a língua oficial e de prestígio, e os idiomas dos povos saxônicos, como o pomerano, passaram a ser vistos como  línguas socialmente inferiores ao alemão padrão. Após a Segunda Guerra Mundial, o pomerano tornou-se uma língua moribunda na Europa, e seus falantes foram deixando de usá-lo, em proveito do idioma alemão.
Depois da derrota alemã na Segunda Guerra Mundial, toda a Pomerânia ficou sob controle militar soviético e a fronteira germano-polonesa foi deslocada para oeste, de maneira que a Pomerânia ficou dividida na linha Oder-Neisse, entre a Polônia e a zona alemã sob administração soviética - que se tornou mais tarde a República Democrática Alemã (Alemanha Oriental).

A maior parte da Pomerânia (em verde claro) foi anexada pela Polônia após a Segunda Guerra Mundial.

A população alemã dos territórios a leste da nova linha de fronteira foi quase completamente expulsa, e a área foi repovoada principalmente por poloneses, russos e ucranianos de ascendência polonesa. Os alemães falantes de pomerano tiveram que se refugiar em outras regiões da Alemanha, onde o pomerano não era falado. Por essa razão, o pomerano está, atualmente, praticamente extinto na Europa.

## Situação no Brasil
O pomerano é falado em diversas regiões do Brasil, especialmente nos estados mais meridionais de Santa Catarina e do Rio Grande do Sul, bem como no estado do Espírito Santo. Muitas comunidades alemãs no Brasil surgiram em regiões inóspitas, onde era escassa a presença de falantes de português. Em decorrência, muitas dessas comunidades conseguiram preservar a língua de origem por várias gerações. Esse isolamento linguístico e cultural foi combatido de forma agressiva pelo governo nacionalista de Getúlio Vargas, por meio da campanha de nacionalização, entre 1938 e 1945.
Nos últimos anos, os governos têm promovido o estudo e a preservação do idioma pomerano. Por meio do Programa de Educação Escolar Pomerana (PROEPO) tem-se buscado incentivar culturalmente os municípios brasileiros que possuem o pomerano como língua co-oficial, ou que tenham muitos falantes dessa língua. O programa busca capacitar professores da rede pública de modo que possam ensinar o idioma pomerano nas escolas locais.
Uma das localidades mais conhecidas do Brasil onde prevalece o bilinguismo pomerano-português é Pomerode, Santa Catarina. Uma das localidades onde se falava o baixo-alemão é Dona Otília, localizada no município de Roque Gonzales, Canguçu, Região das Missões, no noroeste do Rio Grande do Sul. No Espírito Santo, nas cidades de Afonso Cláudio, Pancas, Itarana, Santa Leopoldina, Santa Maria de Jetibá (onde  é língua  oficial), Vila Pavão, Domingos Martins e Laranja da Terra o pomerano se tornou a língua corrente por ocasião da chegada dos imigrantes. Até hoje é a língua materna de muitos habitantes da região, e em vários dos distritos das cidades acima citadas é a língua mais falada. No entanto, por muitos anos, a alfabetização dos pomeranos da região era feita em alemão, e posteriormente em português, por isso uma pequena porção de seus falantes a escreve; em geral comunicam-se de forma escrita em alemão ou português.
Também foi aprovada em agosto de 2011 a PEC 11/2009, emenda constitucional que inclui no artigo 182 da Constituição Estadual a língua pomerana, junto com a língua alemã, como patrimônios culturais do Espírito Santo.
Santa Maria de Jetibá também possui estação de rádio em língua pomerana, a Pomerisch Radio.

### Municípios brasileiros com língua oficial pomerana

Municípios em que a língua pomerana é cooficial no Espírito Santo.

#### Espírito Santo
- Afonso Cláudio, no distrito de Mata Fria[40]
- Domingos Martins[35][41][42]
- Itarana[43][44]
- Laranja da Terra[35][42]
- Pancas[35][42][45]
- Santa Maria de Jetibá[35][46]
- Vila Pavão[35][47]

#### Minas Gerais
- Itueta[48]

#### Rio Grande do Sul
- Canguçu[49][50][51][52]
- São Lourenço do Sul (em tramitação)[53]

#### Rondônia
- Espigão do Oeste[54]

#### Santa Catarina
- Pomerode[55][56][57]

## Comparação com o Alemão

### Oração do Pai-nosso
| Em Pomerano                                                 | Em Alemão                                                  | Em Português                                    |
| ----------------------------------------------------------- | ---------------------------------------------------------- | ----------------------------------------------- |
| Ous Fåter, wat im Himel is                                  | Unser Vater im Himmel                                      | Pai nosso, que estás nos céus,                  |
| Hailig is sij nåme.                                         | Dein Name werde geheiligt.                                 | santificado seja o teu nome.                    |
| Sij hersch schal an ous koome,                              | Dein Reich komme                                           | Venha o teu Reino.                              |
| Sij wile schal bijståe                                      | Dein Wille geschehe                                        | Seja feita a tua vontade                        |
| Im Himel, un uk up dai Eir.                                 | wie im Himmel so auf Erden.                                | assim na terra, como no céu.                    |
| Dat broud for jeire dag, geew ous hüüt.                     | Unser tägliches Brot gib uns heute.                        | O pão nosso de cada dia nos dá hoje.            |
| Un forgeew ous al dai Schuld.                               | Und vergib uns unsere Schuld,                              | E perdoa-nos nossas dívidas,                    |
| Sou as wij forgeewe schåle, al dai wat ous belaidicht häwe. | wie auch wir vergeben unsern Schuldigern.                  | assim como nós perdoamos aos nossos devedores.  |
| Låt ous ni in dat forsuiken fale.                           | Und führe uns nicht in Versuchung,                         | E não nos metas em tentação,                    |
| Schüts ous, fon al dem slechte.                             | sondern erlöse uns von dem Bösen.                          | mas livra-nos do mal;                           |
| Weegen Dij is dai hersch, dai kraft, dai herligkeit         | Denn dein ist das Reich und die Kraft und die Herrlichkeit | porque teu é o Reino, e a potência, e a glória, |
| In ewigkeit, Amen.                                          | in Ewigkeit, Amen.                                         | para todo sempre, Amém.                         |